# Espacio de Brauner
En análisis funcional y en otras áreas relacionadas de las matemáticas, un espacio de Brauner es un espacio localmente convexo generado de forma compacta completo {\displaystyle X} que tiene una secuencia de conjuntos compactos {\displaystyle K_{n}} tal que todos los demás conjuntos compactos {\displaystyle T\subseteq X} están contenidos en algún {\displaystyle K_{n}}.
Los espacios de Brauner llevan el nombre de Kalman George Brauner, que fue quien comenzó su estudio. Todos los espacios de Brauner son espacios estereotipos, y aparecen en las relaciones de dualidad estereotipadas con los espacios de Fréchet:
- Para cualquier espacio de Fréchet {\displaystyle X}, su espacio dual estereotipado {\displaystyle X^{\star }} es un espacio de Brauner,
- y viceversa, para cualquier espacio de Brauner {\displaystyle X} su espacio dual estereotipado {\displaystyle X^{\star }} es un espacio de Fréchet.

Los casos especiales de espacios de Brauner son los espacios de Smith.

## Ejemplos
- Sea {\displaystyle M} un espacio topológico localmente compacto {\displaystyle \sigma } compacto, y sea {\displaystyle {\mathcal {C}}(M)} el espacio de Fréchet de todas las funciones continuas en {\displaystyle M} (con valores en {\displaystyle {\mathbb {R} }} o {\displaystyle {\mathbb {C} }}), dotado de la topología habitual de convergencia uniforme en conjuntos compactos en {\displaystyle M}. El espacio dual {\displaystyle {\mathcal {C}}^{\star }(M)} de medida de Radon con soporte compacto en {\displaystyle M} con la topología de convergencia uniforme en conjuntos compactos en {\displaystyle {\mathcal {C}}(M)} es un espacio de Brauner.
- Sea {\displaystyle M} una variedad diferenciable, y sea {\displaystyle {\mathcal {E}}(M)} el espacio de Fréchet de todas las funciones suaves en {\displaystyle M} (con valores en {\displaystyle {\mathbb {R} }} o {\displaystyle {\mathbb {C} }}), dotadas de la topología habitual de convergencia uniforme con cada derivada en conjuntos compactos en {\displaystyle M}. El espacio dual {\displaystyle {\mathcal {E}}^{\star }(M)} de distribuciones con soporte compacto en {\displaystyle M} con topología de convergencia uniforme en conjuntos acotados en {\displaystyle {\mathcal {E}}(M)} es un espacio de Brauner.
- Sea {\displaystyle M} una variedad de Stein y {\displaystyle {\mathcal {O}}(M)} el espacio de Fréchet de todas las funciones holomorfas en {\displaystyle M} con la topología habitual de convergencia uniforme en conjuntos compactos en {\displaystyle M}. El espacio dual {\displaystyle {\mathcal {O}}^{\star }(M)} de funcionales analíticos en {\displaystyle M} con la topología de convergencia uniforme en conjuntos acotados en {\displaystyle {\mathcal {O}}(M)} es un espacio de Brauner.

En el caso especial en el que {\displaystyle M=G} posee una estructura de grupo topológico, los espacios {\displaystyle {\mathcal {C}}^{\star }(G)}, {\displaystyle {\mathcal {E}}^{\star }(G)}, {\displaystyle {\mathcal {O}}^{\star }(G)} se convierten en ejemplos naturales de álgebras de grupo de estereotipos.
- Sea {\displaystyle M\subseteq {\mathbb {C} }^{n}} una variedad algebraica afín compleja. El espacio {\displaystyle {\mathcal {P}}(M)={\mathbb {C} }[x_{1},...,x_{n}]/\{f\in {\mathbb {C} }[x_{1},...,x_{n}]:\ f{\big |}_{M}=0\}} de polinomios (o funciones regulares) en {\displaystyle M}, al estar dotado de la topología localmente convexa más fuerte, se convierte en un espacio de Brauner. Su estereotipo de espacio dual {\displaystyle {\mathcal {P}}^{\star }(M)} (de corrientes en {\displaystyle M}) es un espacio de Fréchet. En el caso especial en el que {\displaystyle M=G} es un grupo algebraico afín, {\displaystyle {\mathcal {P}}^{\star }(G)} se convierte en un ejemplo de álgebra de grupos estereotipados.
- Sea {\displaystyle G} un grupo de Stein generado de forma compacta.[5] El espacio {\displaystyle {\mathcal {O}}_{\exp }(G)} de todas las funciones holomorfas de tipo exponencial en {\displaystyle G} es un espacio de Brauner con respecto a una topología natural.[6]